# Тэцевская улица
Тэцевская улица (тат. ТЭЦ урамы) — самая длинная по протяжённости улица Казани. Название получено из-за расположенной в этом районе города ТЭЦ № 2 и ТЭЦ № 3. Улица некоторое время использовалась как трасса для субботних ночных уличных гонок казанских стритрейсеров.

## Расположение
Улица Тэцевская пролегает по территории Авиастроительного района Казани. Улица начинается от перекрёстка с улицей Дементьева и заканчивается переходом в улицу Автосервисную.

## Общие сведения
Улица служит частью выезда из Казани на объездную дорогу через посёлок Новониколаевский.
На улице расположен автомобильный мост над подъездными железнодорожными путями к комбинату Оргсинтез.
На улице к Универсиаде планируется построить спорткомплекс и стадион.
Бо́льшая часть улицы проходит по промышленной зоне района, в которой расположены такие предприятия как Казанский вертолётный завод и комбинат Оргсинтез. Территории, не используемые предприятиями, используются в качестве зон обслуживания населения. Также на улице располагается станция государственного технического осмотра ГИБДД МВД РТ.
На перекрёстке с улицами Химическая и Васильченко расположен не действующий пост ДПС.

## Пересечения с другими улицами
- Копылова
- Челюскина
- Белинского
- Теплично-Комбинатская
- Хлебозаводская
- Гудованцева
- Химиков
- Химическая и Васильченко (единый перекрёсток с улицей Тэцевской)
- Северо-Западная

## Примечательные объекты
- № 11к6 — Казанская ТЭЦ-2.
- № 13а — бывшее общежитие ТЭЦ-2.[6]
- №№ 9а, 23 — жилые дома ТЭЦ-2.[6][7]

## Транспорт

### Автобус
По улице проходят автобусы 29, 62 и 43 (последний — только в одном направлении). На улице расположены остановки: «Дементьева» (бывшая «Тэцевская»), «Челюскина», «Белинского», «совхоз Тепличный», «Хлебозаводская», «вертолётный завод», «Водоканал», «Тэцевская», «по требованию» и «Мостоотряд-3».
Автобусное движение по улице существовало с 1960-х годов: по улице начал курсировать маршрут № 12 («трампарк № 3» — «теплично-парниковый комбинат», позднее «улица Можайского» — «улица Химическая»). В 1970-х годах к нему добавился маршрут № 34 («улица Волгоградская» — «улица Тэцевская», к концу 1980-х годов «улица Моисеева» — «Энергетическая»), к концу 1980-х годов добавились маршруты №№ 13 и 17, шедшими от улицы Можайского до улиц Химическая и Моисеева соответственно. К 2000-м годам появился маршрут № 57, маршрут № 34 же к тому времени обслуживал другое направление. К 2005 году маршруты №№ 13, 17 были закрыты. В 2000-х годах к автобусам добавились маршрутки №№ 125, 153, 174, 198 и другие.
После ввода новой схемы движения автобусов с 1 июня 2007 года старым маршрутам №№ 12 и 57 стали соответствовать №№ 64 и 29, кроме них, по разным участкам улицы стали ходить маршруты №№ 43, 52, 64, 81, 89. Маршрут № 64 был закрыт почти сразу — не позднее февраля 2008 года; маршруты №№ 57 и 81 были закрыты соответственно в 2013 и 2014 годах Схема движения маршрутов 52 и 89 была изменена.

### Троллейбус
В 1963—2008 годах по улице проходил троллейбусный маршрут № 5. 

## Фотографии

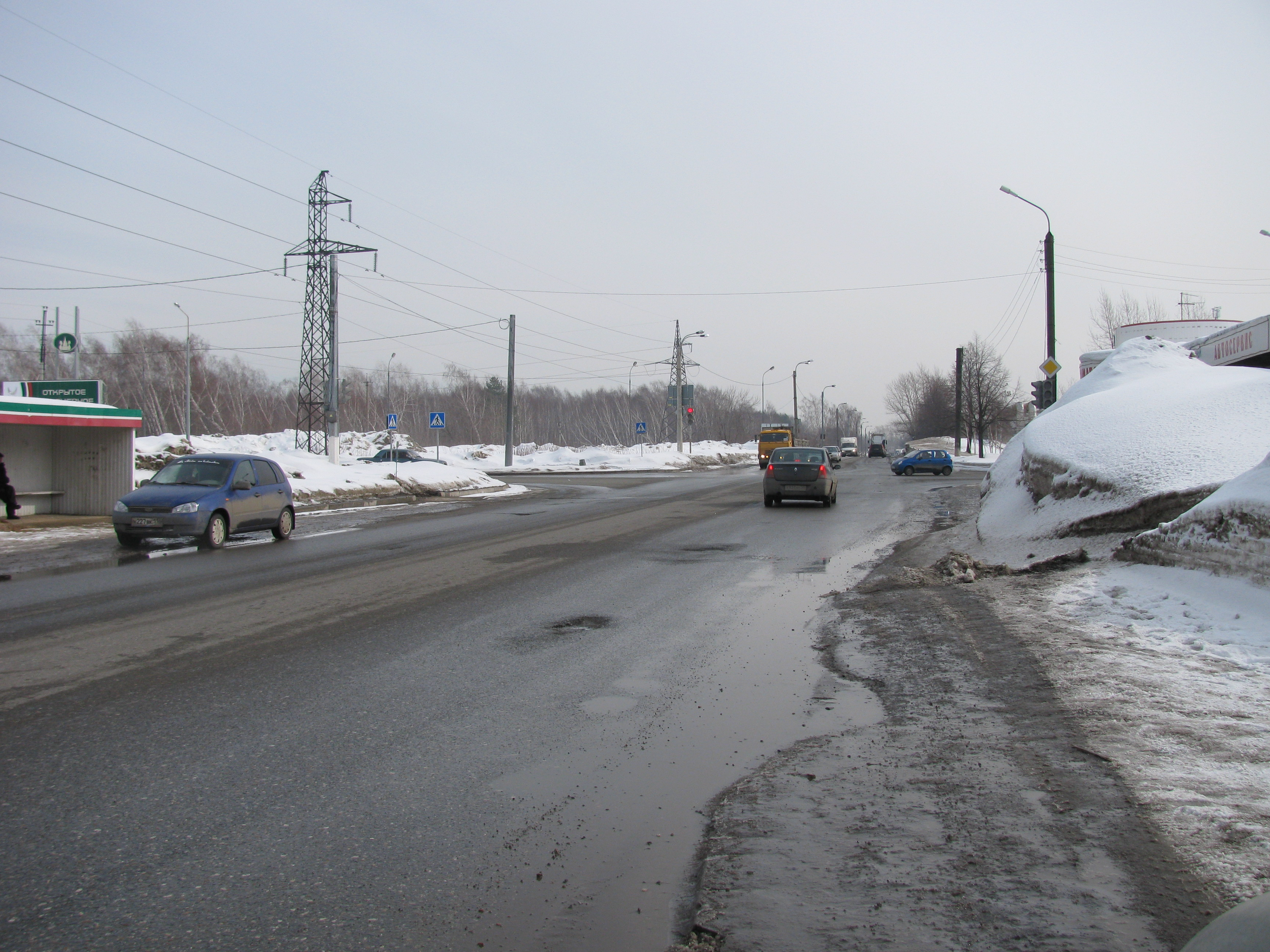
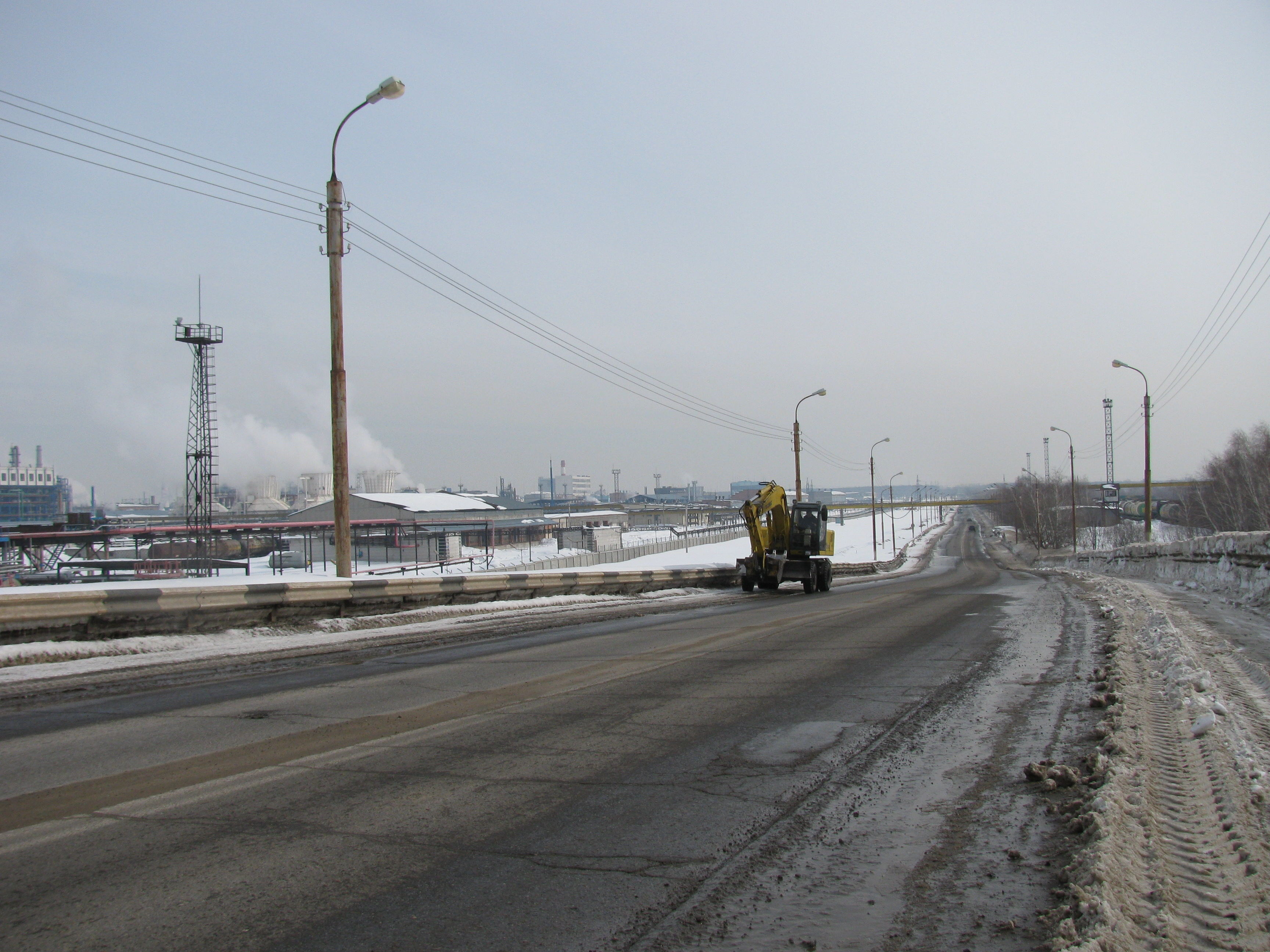
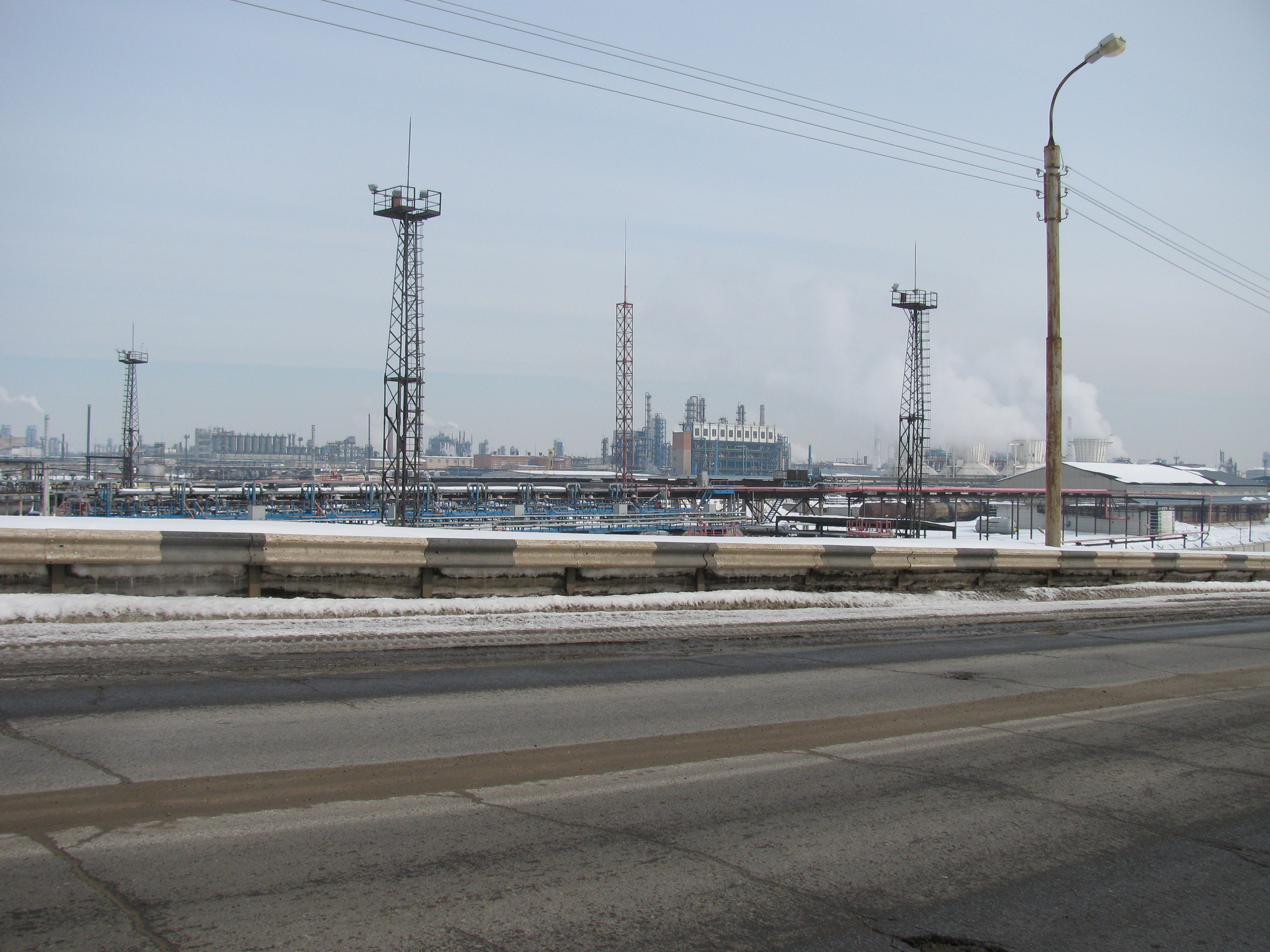
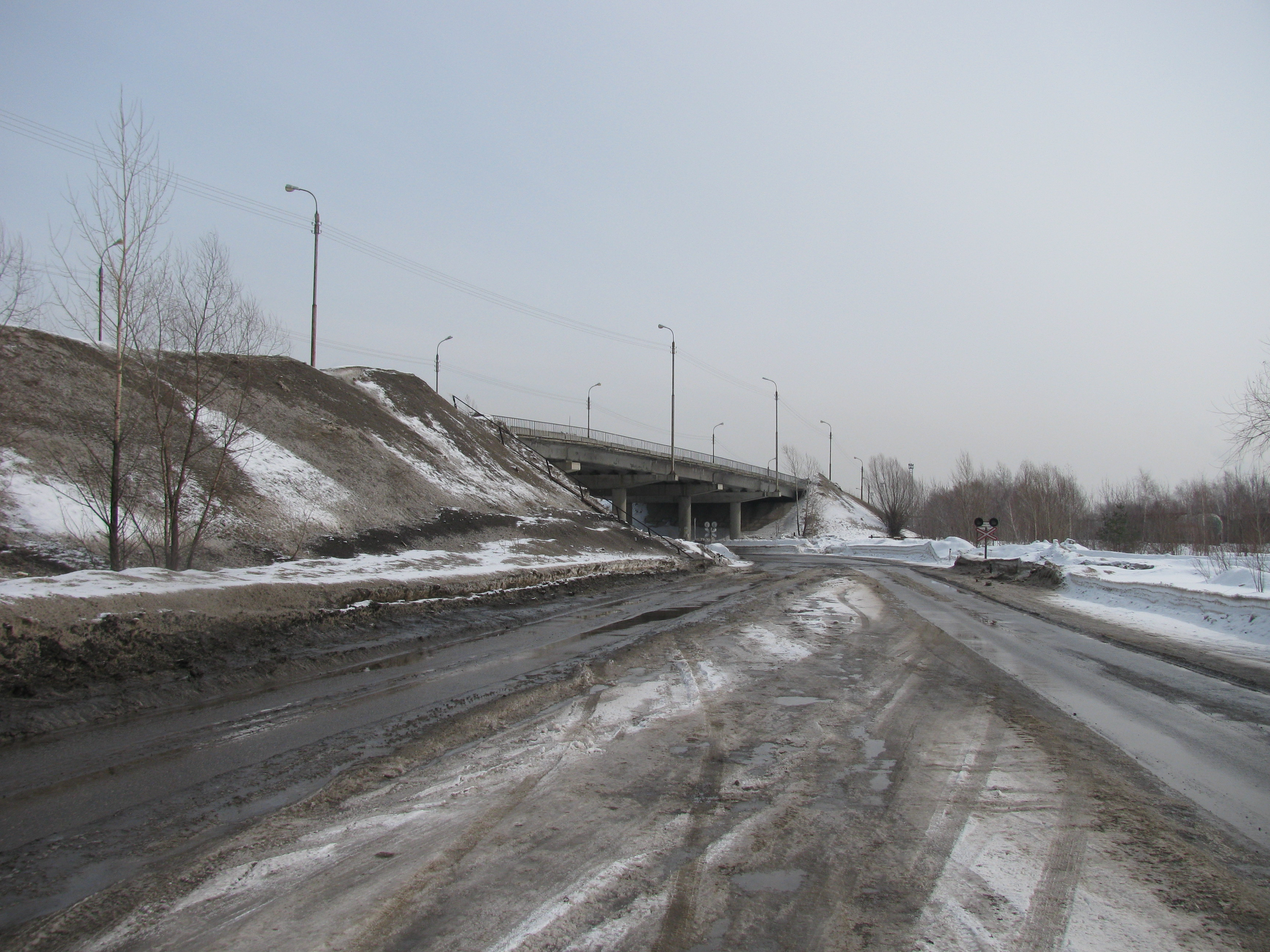